# Danh sách vua Afghanistan
Năm 1709, Mirwais Hotak và các tù trưởng bộ tộc Afghanistan của ông từ Kandahar đã tự tổ chức và giải phóng thành công đất đai của họ thoát khỏi ách thống trị Ba Tư. Mirwais cho xây dựng một pháo đài lớn của riêng mình và biến thị trấn Kandahar thành thủ đô của Đế chế Hotaki. Sau hàng loạt các cuộc chiến tranh, đế chế này cuối cùng đã được thay thế bởi Đế quốc Durrani của Afghanistan do Ahmad Shah Durrani sáng lập vào năm 1747. Ahmad Shah Durrani được coi là "Cha Già Dân tộc", Mirwais Hotak là" ông nội "và Mohammed Zahir Shah là vị vua cuối cùng của Afghanistan.

## Các đời vua Afghanistan

### Đế quốc Hotaki(1709–1738)
| Tên                     | Tuổi thọ                   | Bắt đầu trị vì      | Kết thúc trị vì     | Ghi chú                | Dòng dõi | Hình                             |
| ----------------------- | -------------------------- | ------------------- | ------------------- | ---------------------- | -------- | -------------------------------- |
| Mirwais Hotak - Ông nội | 1673 – 1715                | 1709                | 1715                |                        | Hotak    | Mirwais Hotak của Afghanistan    |
| Abdul Aziz Hotak        | ? – 1717                   | 1715                | 1717                | Em của Mirwais Hotak   | Hotak    | Abdul Aziz Hotak của Afghanistan |
| Mahmud Hotaki           | 1697 – 22 tháng 4 năm 1725 | 1717                | 22 tháng 4 năm 1725 | Con của Mirwais Hotak  | Hotak    | Mahmud Hotaki của Afghanistan    |
| Ashraf Hotaki           | ? – 1730                   | 22 tháng 4 năm 1725 | 1730                | Cháu của Mirwais Hotak | Hotak    | Ashraf Hotaki của Afghanistan    |
| Hussain Hotaki          | ? – 1738                   | 22 tháng 4 năm 1725 | 24 tháng 3 năm 1738 | Con của Mirwais Hotak  | Hotak    | Hussain Hotaki của Afghanistan   |

### Đế quốc Durrani(1747–1823)
| Tên                                      | Tuổi thọ                                 | Bắt đầu trị vì       | Kết thúc trị vì                    | Ghi chú                    | Dòng dõi | Hình                                |
| ---------------------------------------- | ---------------------------------------- | -------------------- | ---------------------------------- | -------------------------- | -------- | ----------------------------------- |
| Ahmad Shah Durrani - Cha Già Dân tộc     | 1722 – 16 tháng 10 năm 1772              | 1747                 | 16 tháng 10 năm 1772               |                            | Durrani  | Ahmad Shah Durrani của Afghanistan  |
| Timur Shah Durrani                       | 1748 – 18 tháng 5 năm 1793               | 16 tháng 10 năm 1772 | 18 tháng 5 năm 1793                | Con của Ahmad Shah Durrani | Durrani  | Timur Shah Durrani của Afghanistan  |
| Zaman Shah Durrani                       | 1770–1844                                | 18 tháng 5 năm 1793  | 25 tháng 7 năm 1801 (bị phế truất) | Con của Timur Shah Durrani | Durrani  | Zaman Shah Durrani của Afghanistan  |
| Mahmud Shah Durrani (triều đại thứ nhất) | 1769 – 18 tháng 4 năm 1829               | 25 tháng 7 năm 1801  | 13 tháng 7 năm 1803 (bị phế truất) | Con của Timur Shah Durrani | Durrani  | Mahmud Shah Durrani của Afghanistan |
| Shuja Shah Durrani (triều đại thứ nhất)  | 4 tháng 11 năm 1785 – 5 tháng 4 năm 1842 | 13 tháng 7 năm 1803  | 3 tháng 5 năm 1809 (bị phế truất)  | Con của Timur Shah Durrani | Durrani  | Shuja Shah Durrani của Afghanistan  |
| Mahmud Shah Durrani (triều đại thứ hai)  | 1769 – 18 tháng 4 năm 1829               | 3 tháng 5 năm 1809   | 1818 (bị phế truất)                | Con của Timur Shah Durrani | Durrani  | Mahmud Shah Durrani của Afghanistan |
| Ali Shah Durrani                         | ? – ?                                    | 1818                 | 1819 (bị phế truất)                | Con của Timur Shah Durrani | Durrani  | Ali Shah Durrani của Afghanistan    |
| Ayub Shah Durrani                        | ? – 1 tháng 10 năm 1837                  | 1819                 | 1823 (bị phế truất)                | Con của Timur Shah Durrani | Durrani  | Ayub Shah Durrani của Afghanistan   |

### Tiểu Vương quốc Afghanistan(1823–1926)
| Tên                                                  | Tuổi thọ                                  | Bắt đầu trị vì       | Kết thúc trị vì                     | Ghi chú                      | Dòng dõi | Hình                                |
| ---------------------------------------------------- | ----------------------------------------- | -------------------- | ----------------------------------- | ---------------------------- | -------- | ----------------------------------- |
| Dost Mohammad Khan (1st reign)                       | 23 tháng 12 năm 1793 – 9 tháng 6 năm 1863 | 1823                 | 2 tháng 8 năm 1839 (bị phế truất)   | Con của Sardar Payendah Khan | Barakzai | Dost Mohammad Khan của Afghanistan  |
| Shuja Shah Durrani (triều đại thứ hai) - Shah Shujah | 4 tháng 11 năm 1785 – 5 tháng 4 năm 1842  | 7 tháng 8 năm 1839   | 5 tháng 4 năm 1842                  | Con của Timur Shah Durrani   | Durrani  | Shuja Shah Durrani của Afghanistan  |
| Akbar Khan                                           | 1816–1845                                 | 5 tháng 4 năm 1842   | 1845                                | Con của Dost Mohammad Khan   | Barakzai | Akbar Khan của Afghanistan          |
| Dost Mohammad Khan (triều đại thứ hai)               | 23 tháng 12 năm 1793 – 9 tháng 6 năm 1863 | 1845                 | 9 tháng 6 năm 1863                  | Con của Sardar Payendah Khan | Barakzai | Dost Mohammad Khan của Afghanistan  |
| Sher Ali Khan (triều đại thứ nhất)                   | 1825 – 21 tháng 2 năm 1879                | 9 tháng 6 năm 1863   | 1865 (bị phế truất)                 | Con của Dost Mohammad Khan   | Barakzai | Sher Ali Khan của Afghanistan       |
| Mohammad Afzal Khan                                  | 1811 – 7 tháng 10 năm 1867                | 1865                 | 7 tháng 10 năm 1867                 | Con của Dost Mohammad Khan   | Barakzai | Mohammad Afzal Khan của Afghanistan |
| Mohammad Azam Khan                                   | ? – 21 tháng 2 năm 1868                   | 7 tháng 10 năm 1867  | 21 tháng 2 năm 1868                 | Con của Dost Mohammad Khan   | Barakzai | Mohammad Azam Khan của Afghanistan  |
| Sher Ali Khan (triều đại thứ hai)                    | 1825 – 21 tháng 2 năm 1879                | 7 tháng 10 năm 1868  | 21 tháng 2 năm 1879                 | Con của Dost Mohammad Khan   | Barakzai | Sher Ali Khan của Afghanistan       |
| Mohammad Yaqub Khan                                  | 1849 – 15 tháng 11 năm 1923               | 21 tháng 2 năm 1879  | 12 tháng 10 năm 1879 (bị phế truất) | Con của Sher Ali Khan        | Barakzai | Mohammad Yaqub Khan của Afghanistan |
| Mohammad Ayub Khan                                   | 1857 – 7 tháng 4 năm 1914                 | 12 tháng 10 năm 1879 | 31 tháng 5 năm 1880 (bị phế truất)  | Con của Sher Ali Khan        | Barakzai | Mohammad Yaqub Khan của Afghanistan |
| Abdur Rahman Khan                                    | 1840/44 – 1 tháng 10 năm 1901             | 31 tháng 5 năm 1880  | 1 tháng 10 năm 1901                 | Con của Mohammad Afzal Khan  | Barakzai | Abdur Rahman Khan của Afghanistan   |
| Habibullah Khan                                      | 3 tháng 6 năm 1872 – 20 tháng 2 năm 1919  | 1 tháng 10 năm 1901  | 20 tháng 2 năm 1919                 | Con của Abdur Rahman Khan    | Barakzai | Habibullah Khan của Afghanistan     |
| Nasrullah Khan                                       | 1874–1920                                 | 20 tháng 2 năm 1919  | 28 tháng 2 năm 1919 (bị phế truất)  | Con của Abdur Rahman Khan    | Barakzai | Nasrullah Khan của Afghanistan      |
| Amanullah Khan                                       | 1 tháng 6 năm 1892 – 25 tháng 4 năm 1960  | 28 tháng 2 năm 1919  | 9 tháng 6 năm 1926                  | Con của Habibullah Khan      | Barakzai | Amanullah Khan của Afghanistan      |

### Vương quốc Afghanistan(1926–1973)
| Tên                 | Tuổi thọ                                   | Bắt đầu trị vì       | Kết thúc trị vì                     | Ghi chú                     | Dòng dõi        | Hình                                |
| ------------------- | ------------------------------------------ | -------------------- | ----------------------------------- | --------------------------- | --------------- | ----------------------------------- |
| Amanullah Khan      | 1 tháng 6 năm 1892 – 25 tháng 4 năm 1960   | 9 tháng 6 năm 1926   | 14 tháng 1 năm 1929 (bị phế truất)  | Con của Habibullah Khan     | Barakzai        | Amanullah Khan của Afghanistan      |
| Inayatullah Khan    | 20 tháng 10 năm 1888 – 12 tháng 8 năm 1946 | 14 tháng 1 năm 1929  | 17 tháng 1 năm 1929 (bị phế truất)  | Con của Habibullah Khan     | Barakzai        | Inayatullah Khan của Afghanistan    |
| Habibullah Kalakani | 1890 – 3 tháng 11 năm 1929                 | 17 tháng 1 năm 1929  | 16 tháng 10 năm 1929 (bị phế truất) |                             | Không triều đại | Habibullah Kalakani của Afghanistan |
| Mohammed Nadir Shah | 9 tháng 4 năm 1883 – 8 tháng 11 năm 1933   | 16 tháng 10 năm 1929 | 8 tháng 11 năm 1933                 | Chắt của Dost Mohammed Khan | Barakzai        | Mohammed Nadir Shah của Afghanistan |
| Mohammed Zahir Shah | 15 tháng 10 năm 1914 – 23 tháng 7 năm 2007 | 8 tháng 11 năm 1933  | 17 tháng 7 năm 1973 (bị phế truất)  | Con của Mohammed Nadir Shah | Barakzai        | Mohammed Zahir Shah của Afghanistan |

## Hoàng kỳ

Cờ Hoàng gia của Afghanistan 1931–1973.